# Saint-Just, Hérault
Saint-Just là một xã thuộc tỉnh Hérault trong vùng Occitanie phía nam nước Pháp.